# Johannes Mehring
Pour les articles homonymes, voir Mehring.

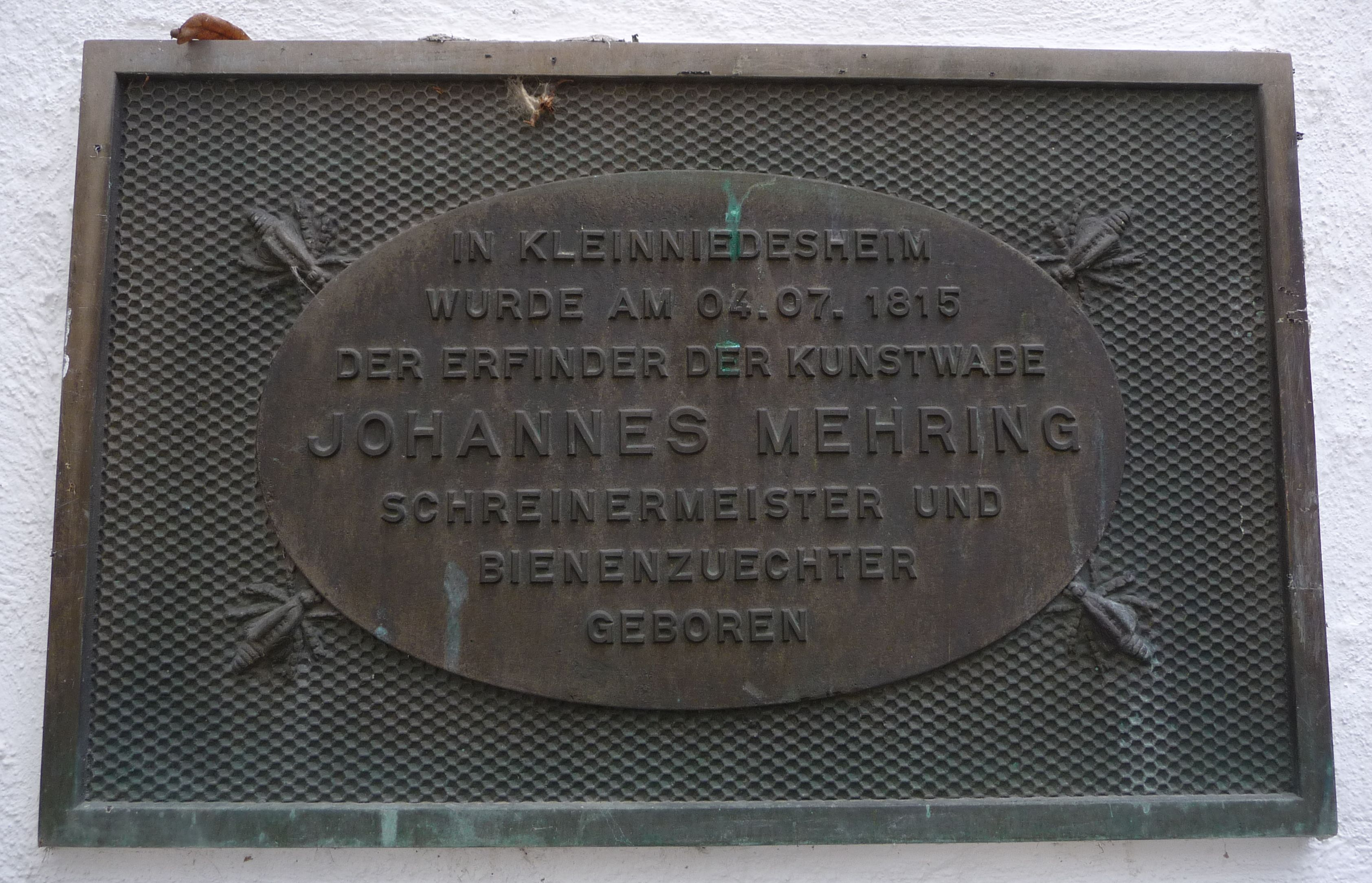
Plaque commémorative au palais de Kleinniedesheim.

Johannes Mehring (né le 4 juillet 1815 à Kleinniedesheim et mort le 24 novembre 1878 à Frankenthal) est considéré comme l'un des pionniers les plus importants de l'apiculture moderne.  

## Biographie
Johannes Mehring est issu d'une famille paysanne peu aisée. Après avoir quitté l'école, il n'obtient pas de diplôme à l'issue de sa formation d'enseignant. Il part en apprentissage chez un maître charpentier à Worms. Il complète sa formation par plusieurs années de compagnonnage. Il revient à Kleinniedesheim en tant que maître charpentier, épouse en 1845 Barbara Wehe, fille d'un enseignant et construit son premier rucher en 1849 à l'âge de 34 ans. 

### Invention de la feuille de cire gaufrée
Afin d'augmenter la récolte de miel, les adeptes de l'apiculture itinérante, comme August Freiherr von Berlepsch, réfléchissent à la création de nids d'abeilles artificiels. En 1857, Andreas Schmid, rédacteur en chef des gazettes Eichstätter et Nördlinger Bienenzeitung propose de fabriquer des cellules sur environ la moitié de la hauteur des cadres. 
Mehring, collaborateur de cette revue, se rend compte qu'il suffit de construire seulement le mur du milieu. Pour ce faire, de la cire d'abeille est versée dans un moule en bois dur gravé à la main selon le motif en nid d'abeille suivi par les ouvrières (soit 9 cellules sur 5 centimètres). Les premières feuilles de cire gaufrée ont été réalisées pour les cadres Berlepsch. 
En 1858, Mehring présente les premiers nids d'abeilles expansés au congrès annuel de Stuttgart, créant un élément essentiel de l'apiculture rationnelle.
En 1860, il devient professeur d'apiculture à Hanovre.

### ConceptDer Bien
En tant qu'inventeur et fabricant respecté d'accessoires apicoles, il publie en 1869 son livre Le nouveau système de population comme base de l'apiculture ou Comment l'apiculteur rationnel obtient le meilleur rendement de ses abeilles. Il considère que la vision habituelle d'un système composé de trois populations (reine, faux-bourdons et ouvrières) ne permet pas d'expliquer tous les processus dans une communauté d'abeilles. Selon lui, l'essaim, chaque individu ainsi que la structure du nid forment un corps entier profondément imbriqué, qu'il compare à un corps vertébré et qu'il désigne par le terme générique Der Bien. 
Cette publication lui vaut de vives critiques de la part des tenants de la vieille école. 
Mehring donne ainsi une première définition d'un superorganisme et la base théorique de l'apiculture rationnelle. 
Sa théorie sera développée par Ferdinand Gerstung.

## Récompenses
Ses mérites lui valurent la grande médaille d'argent de l'Office central de l'agriculture de Munich, la médaille d'honneur de Prusse et la médaille d'argent impériale française. 

## Œuvres (sélection)
- Johannes Mehring, Le nouveau système de population comme base de l'apiculture ou comment l'apiculteur rationnel obtient le rendement le plus élevé de ses abeilles. Basé sur l'expérience de soi, Frankenthal, Albeck, 1869, 344 p.
- Johannes Mehring, Le nouveau système à une personne comme base de l'apiculture. Basé sur l'expérience de soi, réédité par Ferdinand Gerstung, Waetzel, Fribourg, 1901, 68 p.

## Littérature
- (de) Fritz Kaiser, « Mehring, Johannes », dans Neue Deutsche Biographie (NDB), vol. 16, Berlin, Duncker & Humblot, 1990, p. 625–626 (original numérisé).